# Stazione di San Benedetto Po
La stazione di San Benedetto Po è una stazione ferroviaria della linea Suzzara–Ferrara, situata nel comune di San Benedetto Po. Si trova a 16 km da Suzzara e 66 km da Ferrara.
Come la linea ferroviaria, la gestione delle infrastrutture è di competenza di Ferrovie Emilia Romagna (FER).

## Storia
La stazione fu aperta il 22 dicembre 1888 dopo l'inaugurazione del tratto Suzzara-Sermide della ferrovia Suzzara-Ferrara.

## Strutture e impianti
Il piazzale è dotato di tre binari e di due fabbricati viaggiatori: uno, ubicato a ovest, a servizio dei binari 1 e 2 e quello che si affaccia su via Antonio Gramsci, e il secondo, più a est, a servizio del binario 1 tronco, in direzione Ferrara, chiamato "Piazzale Est" della stazione (in stato di abbandono).
I binari sono collegati tramite una passerella che attraversa a raso il binario 1. La stazione non dispone di un sottopassaggio, né di pensiline a riparo delle banchine a servizio dei binari.

## Movimento
La stazione è servita dai treni regionali di Trenitalia Tper delle relazioni Suzzara-Ferrara, Suzzara-Sermide, Suzzara-Rimini e Mantova-Ferrara, nell'ambito del contratto di servizio stipulato con la regione Emilia-Romagna. Durante la stagione estiva vi si fermano i Treni del mare, Cremona-Pesaro e Suzzara-Rimini, sempre eserciti dall'impresa ferroviaria regionale.
Nei giorni festivi il servizio ferroviario è sostituito da tre coppie di autocorse.
A novembre 2019, la stazione risultava frequentata da un traffico giornaliero medio di circa 225 persone (109 saliti + 116 discesi).

## Cinema
La stazione compare nella scena finale del film Don Camillo del 1983 di Terence Hill.